# Шимкус, Джоанна
Джоанна Шимкус (англ. Joanna Shimkus, род. 30 октября 1943) — канадская актриса и модель, жена Сидни Пуатье.

## Биография
Джоанна Шимкус родилась в Галифаксе, Канада, в католической семье: её мать была ирландкой, отец — евреем из Литвы, офицером Королевского канадского военно-морского флота. Для отца Джоанна была нежеланным ребёнком, поэтому ранние годы она провела с бабушкой на ферме близ Галифакса. Обучалась в католической школе, затем вместе с родителями переехала в Монреаль; вскоре отец покинул семью.
В возрасте девятнадцати лет она уехала в Париж и начала работать моделью.
В кино дебютировала в 1964 году в фильме «По любви». В дальнейшем снималась у разных режиссёров, в частности, у Робера Энрико. В 1967 году снялась в его фильме «Искатели приключений» с Аленом Делоном и Лино Вентурой. Этот фильм принёс Шимкус мировую славу.
В 1969 году она снялась в фильме «Потерянный человек» вместе с американским киноактёром Сидни Пуатье, а в 1976 году вышла за него замуж, после чего завершила карьеру. В браке родились две дочери — Аника и Тамия, также ставшая актрисой.

## Фильмография
| Год  |     | Русское название        | Оригинальное название               | Роль                |
| ---- | --- | ----------------------- | ----------------------------------- | ------------------- |
| 1964 | ф   | По любви                | De l’amour                          | Софи                |
| 1965 | ф   | Париж глазами…          | Paris vu par…                       | Моника              |
| 1965 | с   | За последние пять минут | Les cinq dernières minutes          | Грета               |
| 1965 | ф   | Светящийся идол         | Idoli controluce                    | Александра          |
| 1966 | ф   | Кто вы, Полли Магу?     | Qui êtes-vous, Polly Maggoo?        | н/д                 |
| 1967 | ф   | Искатели приключений    | Les Aventuriers                     | Летиция Вайс        |
| 1968 | ф   | Тётя Зита               | Tante Zita                          | Анни                |
| 1968 | ф   | Бум!                    | Boom!                               | мисс Блэк           |
| 1968 | ф   | Зовите меня «О»!        | Ho!                                 | Бенедикт            |
| 1968 | ф   | Пленница                | La prisonnière                      | гостья на вернисаже |
| 1969 | ф   | Потерянный человек      | The Lost Man                        | Кэти Эллис          |
| 1969 | ф   | Приглашённая            | L’invitata                          | Кэти Эллис          |
| 1970 | ф   | Дева и цыган            | The Virgin and the Gypsy            | Иветт               |
| 1971 | ф   | —                       | The Marriage of a Young Stockbroker | Лиза Арлен          |
| 1970 | ф   | Время для любви         | A Time for Loving                   | Джоан Маклейн       |
| 2010 | кор | —                       | Yard Sale                           | босс                |
| 2018 | тф  | —                       | The Force                           | Маргарет Уинтерс    |

### на английском языке
- Poitier, Sidney (1980). This Life. Alfred a Knopf Inc., 374 pages. ISBN 978-0-3945-0549-7
- Poitier, Sidney (2007). The Measure of a Man: A Spiritual Autobiography. HarperSanFrancisco, 272 pages. ISBN 978-0-0613-5790-9